# Papa-formiga-vermelho
Formigueirinho-de-dorso-ruivo ou papa-formiga-vermelho (Formicivora rufa) é uma espécie de ave da família Thamnophilidae.
Pode ser encontrada nos seguintes países: Bolívia, Brasil, Paraguai, Peru e Suriname.
Os seus habitats naturais são: matagal árido tropical ou subtropical, campos de gramíneas de baixa altitude subtropicais ou tropicais sazonalmente húmidos ou inundados e florestas secundárias altamente degradadas.